# 布萊克利 (紐約州)
布萊克利（英語：Blakeley）是位於美國紐約州伊利縣的非建制地區。

## 地理
布萊克利所處的海拔為高於海平面275米（即902英呎），而該地所採用的時區為UTC-5，即北美东部时区（EST）。同時該地設有夏令時間，為UTC-5調快一小時，即UTC-4（EDT）。